# Capua
Capua è un comune italiano di 17 968 abitanti della provincia di Caserta in Campania.
Fondata dai Longobardi sul sito dell'antica Casilinum romana in seguito alla distruzione dell'antica Capua prima e di Sicopoli poi, è stato il principale centro di Terra di Lavoro fino alla fine del XVIII secolo e più in generale una delle maggiori città del Regno di Napoli, in virtù della sua posizione strategica sul fiume Volturno e sulle antiche Via Appia e Via Casilina. Dal 1984 è sede del Centro italiano ricerche aerospaziali mentre dal 1992 vi ha sede il dipartimento di economia dell'Università degli Studi della Campania Luigi Vanvitelli.
La sua posizione favorevole e la protezione naturale data dal fiume hanno fatto sì che in epoca medievale diventasse sede del potente principato di Capua. Fu poi città demaniale, quindi non soggetta ad alcun dominio feudale, assumendo presto le caratteristiche di città fortificata con mura, fossati e due castelli a protezione della cinta muraria, rivestendo insieme a Civitella del Tronto e Gaeta il ruolo di città-fortezza fondamentale a ingresso e protezione delle terre settentrionali del regno napoletano.
Città d'arte e di studi, oltre che di considerevole tradizione militare, è sede dell'arcidiocesi di Capua fin dal suo trasferimento sulle rive del Volturno nell'856, avendo accolto in continuità la tradizione civile e religiosa della Capua antica. È inoltre nota per il Placito capuano, uno tra i più antichi documenti scritti in volgare italiano. Oggi la città è parte della densa e industrializzata conurbazione casertana che proprio qui nasce e che si estende fino a Maddaloni per un totale di circa 350 000 abitanti; al contempo è parte anche della vasta e fertile pianura chiamata Terra dei Mazzoni ed è inoltre strettamente connessa con alcuni centri dell'Agro caleno.

## Geografia fisica
Situata nella pianura di Terra di Lavoro, di cui un tempo fu capitale (Principato di Capua) e capoluogo (in epoca napoleonica e immediatamente dopo), il centro storico si adagia su un'ansa del fiume Volturno, in posizione storicamente strategica. Non è lontana dal Monte Tifata, ai cui piedi sorge invece la frazione di Sant'Angelo in Formis.

## Storia

### Età antica e origine
In età antica il sito dell'attuale Capua era occupato dalla città di Casilinum, la cui storia è legata alla città di Capua antica (situata presso l'attuale Santa Maria Capua Vetere, fino al 1806 frazione di Capua) della quale costituiva i ruoli di porto fluviale lungo le rive del Volturno e di città satellite.
Attorno al 338 a.C. Capua e Casilino passarono sotto l'influenza della Repubblica di Roma, alleandosi dapprima con essa per poi essere coinvolte nella Seconda guerra punica, quando gli eventi bellici portarono dapprima all'assedio di Casilinum e poi all'assedio di Capua. In seguito alle guerre puniche furono sottomesse definitivamente a Roma.

### Il medioevo e il periodo normanno

Mappa di Capua (1760 circa)

Nell'anno 841, nel corso di una lotta per la successione al ducato di Benevento, il principe Radelchi I assoldò una banda di Saraceni, comandata dal berbero Halfun, contro Landolfo conte di Caserta: i mercenari al soldo di Radelchi saccheggiarono e distrussero l'antica Capua (l'odierna Santa Maria Capua Vetere), così da costringere la popolazione alla fuga. Dopo la distruzione, la popolazione fuoriuscì dalla città in rovina e si rifugiò dapprima a Sicopoli per poi collocarsi, dopo pochi anni e in seguito ad un probabile grande incendio, su un'ansa del fiume Volturno, sul luogo dove aveva sede il porto fluviale romano di Casilinum. Il sito della rifondazione della città era in piena pianura rispetto a Sicopoli, arroccata sulla collina della Palombara a Triflisco e difficilmente raggiungibile, ma ugualmente inespugnabile grazie alla difesa naturale offerta dal fiume.

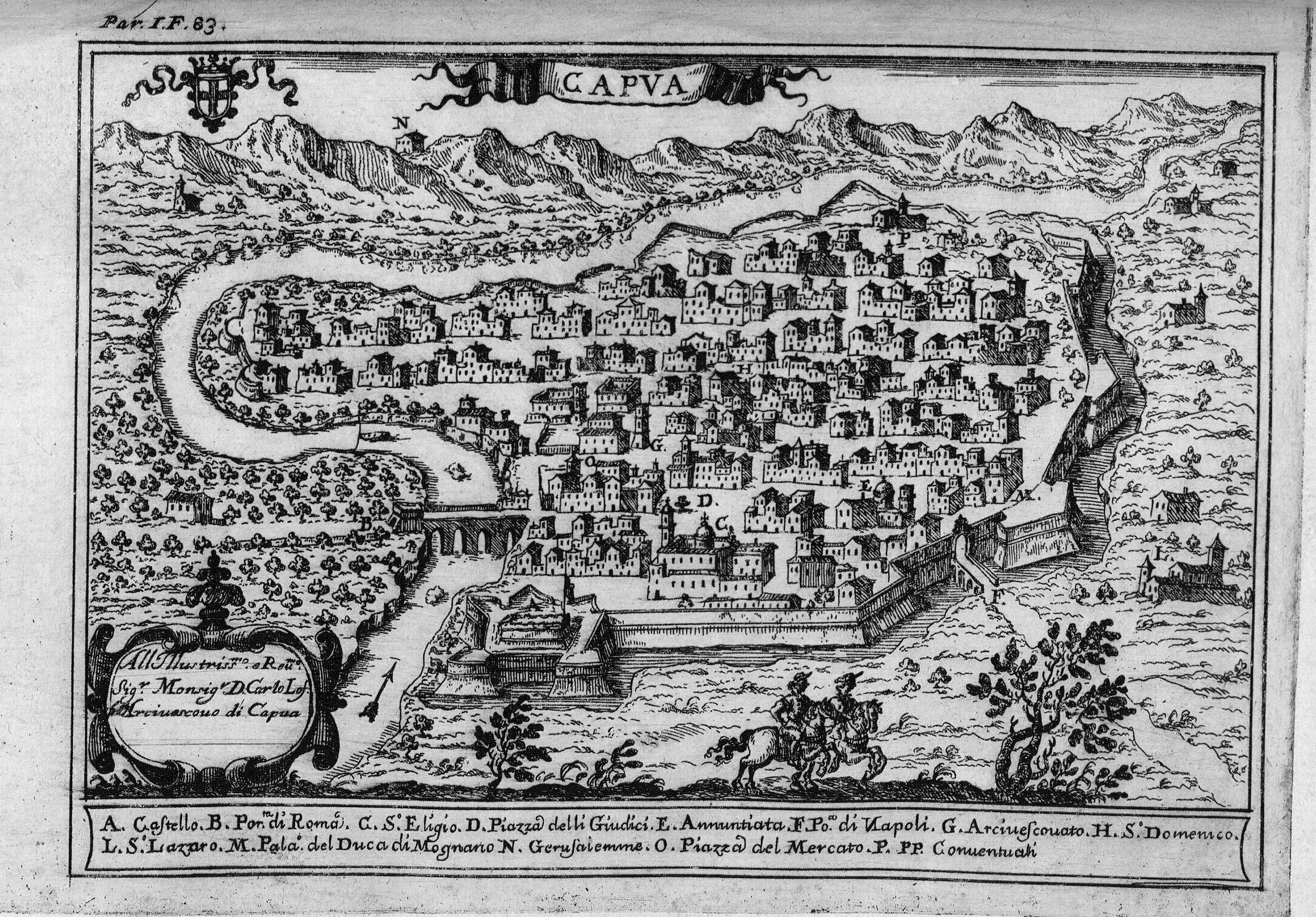
Veduta di Capua nel XVII secolo

La nuova Capua si pose fin da subito in assoluta continuità con l'antica città romana e alto-medievale, tanto da ereditarne il nome, la cittadinanza e il suo tessuto sociale, il ruolo politico e la sede della Arcidiocesi di Capua mentre il sito dell'antica città andò impaludendosi col tempo come conseguenza dell'abbandono e dell'incuria e restando quasi del tutto spopolato per qualche secolo, diviso tra i minuscoli borghi di Berelais (parola longobarda indicante i vecchi anfiteatri romani in quanto corrispondente alla zona dell'Anfiteatro campano), San Pietro ad Corpus e Santa Maria Maggiore.
Durante il X secolo, la nuova Capua longobarda divenne la capitale del Principato di Capua, uno stato autonomo esteso su tutta la Terra di Lavoro fino al fiume Garigliano. Capua riuscì ad estendere il suo controllo sulle cittadine e sui borghi limitrofi di Caserta, Teano, Sessa, Venafro e Carinola; potenziandosi ulteriormente, arrivò a controllare alcuni dei territori del Ducato di Napoli, di Montecassino e Gaeta, all'epoca tra i porti più importanti sul Mar Tirreno del centro Italia e dell'Italia meridionale continentale. Alla fine del medesimo secolo, Capua raggiunse il suo apogeo: il principe Pandolfo I Testadiferro riunificò i domini dell'Italia longobarda meridionale e inoltre, venendo in aiuto di Papa Giovanni XIII esule da Roma tra il 965 ed il 966, ottenne l'elevazione di Capua e della sua arcidiocesi a sede metropolitana.
Tra il 1020 e il 1030 poco lontano da Capua e nei pressi delle rovine di Atella e tra la Via Campana e la Via Atellana fu fondata la contea normanna di Aversa, i cui reggenti non impiegarono molto a conquistare il potente principato longobardo capuano. Durante la dominazione normanna la città vide accrescere ulteriormente la sua importanza strategica, sia dal punto di vista militare che commerciale; essa divenne in poco tempo un florido porto fluviale, racchiuso all'interno di una forte cinta muraria. Dopo centocinquant'anni dall'occupazione di Riccardo I, la città fu occupata da Enrico VI di Svevia che ne ordinò la demolizione delle mura, in seguito ricostruite.
Federico II di Svevia lasciò un importante segno in città: la considerò sempre una città fondamentale per il suo regno e pertanto decise di edificare una imponente porta che la proteggesse da nord e che la proiettasse verso Roma: nacque così la Porta di Capua, costituita da due torri facente funzioni di porta di accesso alla città un tempo unite da un monumentale arco. Parzialmente demolite nel XVI secolo per ordine del viceré Fernando Álvarez de Toledo per adeguamento del complesso murario della città, esse furono intombate sotto una più moderna e grossolana fortezza esistente fino ai primi anni del XX secolo per poi essere riportate alla luce.
Durante il conflitto tra Svevi e Angioini la città subì continui attacchi che portarono alla demolizione e ricostruzione delle mura e di alcuni edifici cittadini, mentre con l'ascesa degli Angioini la città divenne sede della "Magna Curia", cosa che comportò un ulteriore aumento della sua importanza nell'amministrazione regia. La città espanse anche la propria influenza nel mondo culturale e politico dell'epoca, come testimoniato da personalità qui nate come Bartolomeo di Capua, Giovanni da Capua e Raimondo da Capua o dalla presenza in città di grandi famiglie napoletane come i D'Aquino, i D'Evoli e i Di Capua. Vi si era radicata, inoltre, una discreta comunità ebraica, raccolta intorno alle chiese di San Martino (ancora esistente), San Nicola e Sant'Andrea alla Giudecca, presso l'antica Porta Fluviale, e Sant'Erasmo, nei pressi della Porta Capuana o di San Vittore, oggi non più esistente e situata presso Piazza dei Giudici.
In seguito, durante l'epoca aragonese, Capua continuò ad essere un centro di primaria importanza, come testimoniato in particolare dalle frequenti visite dei re Ferdinando I di Napoli, Alfonso II di Napoli e Ferdinando II di Napoli alla città. Durante il regno di Federico I d'Aragona (incoronato nel duomo cittadino) la città fu scossa dal drammatico evento del sacco di Capua del 1501 ad opera di Cesare Borgia, nel contesto della Guerra d'Italia del 1499-1504. Aperte forse con l'inganno le porte della città, difesa da Fabrizio Colonna, le devastazioni costarono la vita a circa duemila capuani.
Con l'estinzione del ramo napoletano degli Aragona e l'instaurazione vicereame spagnolo l'importanza di Capua quale centro culturale e civile venne ridimensionata drasticamente pur rimanendo uno degli insediamenti urbani più grandi del Regno di Napoli e sufficientemente strategico da restare una città demaniale e non vedersi venduta come feudo. A partire dalla fine del XVII secolo Capua fu interessata dal flusso di ricchi viaggiatori e commercianti d'arte, soprattutto stranieri, recatisi in Italia per il Grand Tour, attratti soprattutto dalle rovine di Santa Maria Maggiore e altresì diretti a Napoli o a Roma. Sono documentate inoltre le visite alla città di Montesquieu, Goethe e soprattutto Theodor Mommsen, il cui contributo fu fondamentale per la costituzione e consolidamento del Museo provinciale campano di Capua il cui lapidario porta ancora oggi il suo nome.

### Dall'età moderna ad oggi
Nel 1844 arrivò in città la ferrovia proveniente da Caserta e da Napoli che dopo l'unità d'Italia costituirà il tratto meridionale della Ferrovia Roma-Cassino-Napoli, mentre nel 1856 fu deciso il trasferimento da Napoli dello stabilimento pirotecnico ivi locato nel castello di Carlo V. Tale stabilimento, dapprima legato all'Esercito delle Due Sicilie e poi al Regio Esercito e infine all'Esercito Italiano, continua le sue attività producendo cartucce e altri materiali bellici. Insieme alla vicina caserma Pianell (demolita dopo i bombardamenti del secondo conflitto mondiale) essa consentiva l'acquartieramento in città di migliaia di militari, rendendo Capua un centro strategico in tal senso. Tale condizione favorì l'insediamento del Raggruppamento unità addestrative in città presso la caserma Oreste Salomone nei primi anni del XXI secolo.
Dal XX secolo la città fu inoltre sede della scuola di Volo dell'Accademia Aeronautica, la cui presenza ha comportato la nascita dell'aeroporto di Capua e di diverse industrie attive nel settore aerospaziale.

### Cronologia di eventi storici importanti
- 1086: Conclave di Capua per l'elezione di Papa Vittore III (1086 - 1087).
- 1118: Concilio di Capua al termine del quale furono condannati l'Imperatore Enrico V e l'antipapa Gregorio VIII.
- 1156: il Principato normanno di Capua fu assorbito nel Regno di Sicilia ad opera di Guglielmo I di Sicilia.
- 1196 - 1197: Prima dieta di Capua con esecuzione di Riccardo d'Acerra, seguita dal primo assedio subito ad opera di Enrico VI di Svevia, per sedare i rivoltosi dalla parte di Riccardo.
- 1220: Seconda Dieta di Capua tra i principi del Regno di Sicilia.
- 1496: incoronazione a Capua di Federico I di Napoli, causa un'epidemia che al tempo dilagava a Napoli.
- 1501: secondo assedio ad opera di Cesare Borgia, con gli alleati francesi, dopo il quale si ebbe il sacco di Capua.
- 1734: secondo assedio di Capua che comportò la cacciata degli austriaci dalla città e di conseguenza dal Regno di Napoli.
- 1806: numerosi casali di Capua se ne distaccano amministrativamente e diventano comuni autonomi, sotto l'impulso riformatore di Giuseppe Bonaparte. Nasce, tra gli altri, il comune di Santa Maria Capua Vetere.
- 1807 - 1818: Capua è capoluogo della Provincia della Terra di Lavoro, all'interno del napoleonico Regno di Napoli sotto i sovrani Giuseppe Bonaparte e Gioacchino Murat.
- 1815: alle porte di Capua ha luogo il trattato di Casalanza, che costringerà all'esilio il sovrano Gioacchino Murat e che permetterà il ritorno di Ferdinando IV sul trono di Napoli.
- 1860: terzo assedio di Capua ed entrata in città delle truppe piemontesi al fine di completare l'annessione del Regno delle Due Sicilie allo stato sabaudo.
- 1943, i pesanti bombardamenti degli Alleati distruggono numerosi siti cittadini, tra i quali il Ponte Romano della via Appia, la Cattedrale Maria SS. Assunta in Cielo, la Chiesa di San Pietro ad Pontem, la Chiesa del Carmine e gran parte del centro storico (circa il 75%)[senza fonte], con l'uccisione di circa mille persone.

### Simboli

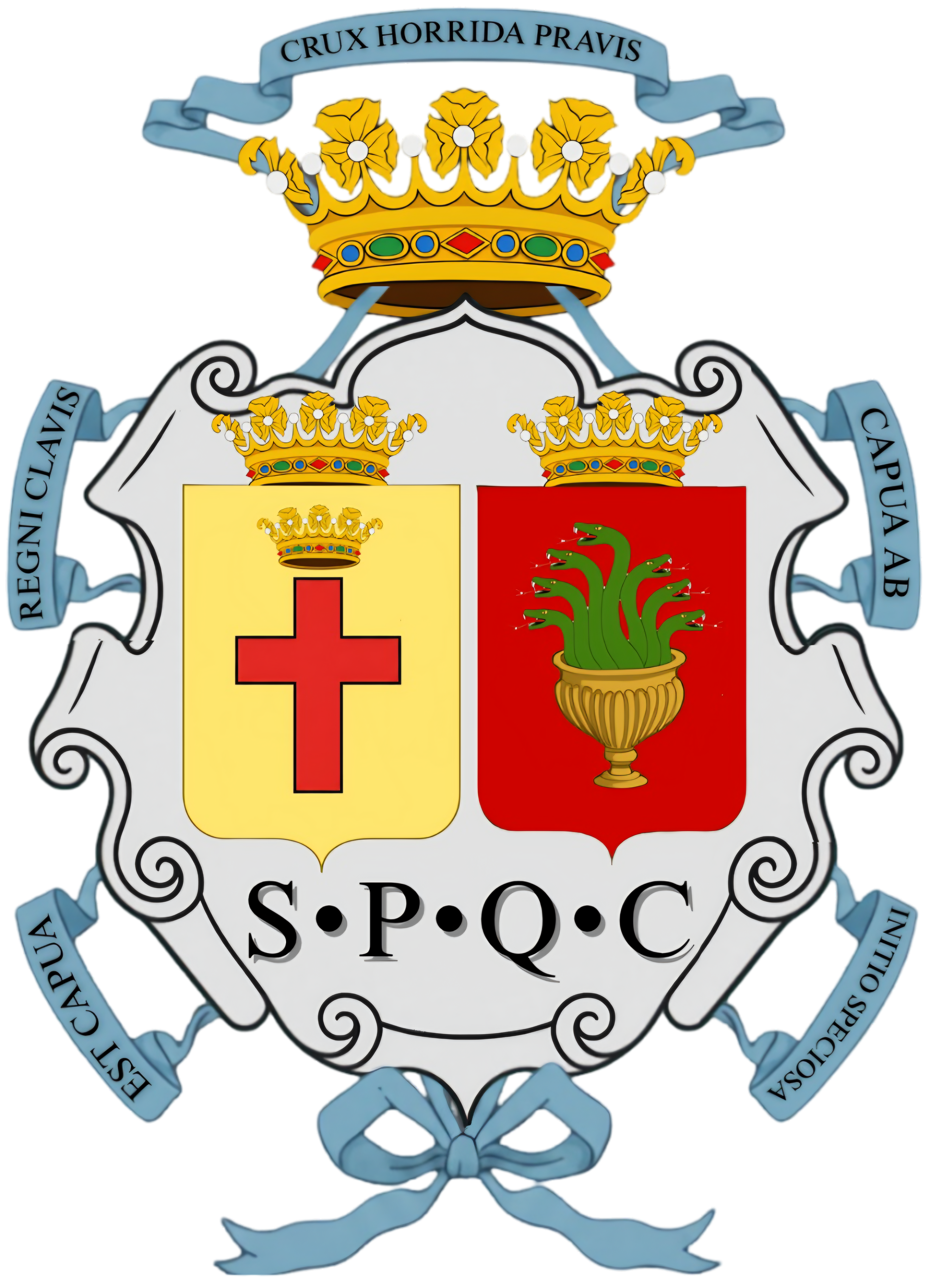

Lo stemma della città di Capua è il simbolo della storia trimillenaria della città: è composto dall'acronimo romano SPQC, che la città di Capua ha utilizzato sin dall'epoca romana come segno distintivo, e da due scudi aggiunti in epoca medievale. Esso rappresenta l'ininterrotta continuità storica e geografica con la Capua antica.
L'acronimo S.P.Q.C. della frase latina Senatus PopulusQue Capuanus, ovvero il Senato e il Popolo Capuano, è presente inoltre sulla facciata principale del municipio della città di Capua.
Lo scudo sulla sinistra con la sua croce rappresenta la Capua di fondazione longobarda e di tradizione cristiana. Lo scudo sulla destra con le sue sette vipere rappresenta la Capua preromana, fondata dagli Osci, i quali prediligevano il serpente nella propria simbologia.
Il gonfalone è costituito da un drappo partito di rosso e di giallo.

## Monumenti e luoghi d'interesse

### Caratteri generali
Il centro storico di Capua, sorto sull'ansa del fiume Volturno un tempo occupata dall'antica Casilinum (della quale è rimasta la pianta urbanistica della città odierna, almeno per quanto riguarda i principali assi viari), è ricco di monumenti ed edifici storici principalmente di epoca medievale, nonché di numerosi reperti e materiali di recupero sia di epoca pre-romana che romana, rinvenuti sia in loco sia nei poco distanti resti di Capua antica. Questi sono generalmente conservati al Museo provinciale campano di Capua oppure all'interno delle varie chiese cittadine, anche se è possibile imbattersi in materiali decorativi di antichissima fattura in giro per la città. Altro materiale archeologico è stato rinvenuto anche nella frazione di Sant'Angelo in Formis, nei pressi dell'abbazia: sono visibili infatti i resti di un tempio dedicato alla dea Diana Tifatina.

### Monumenti del centro storico

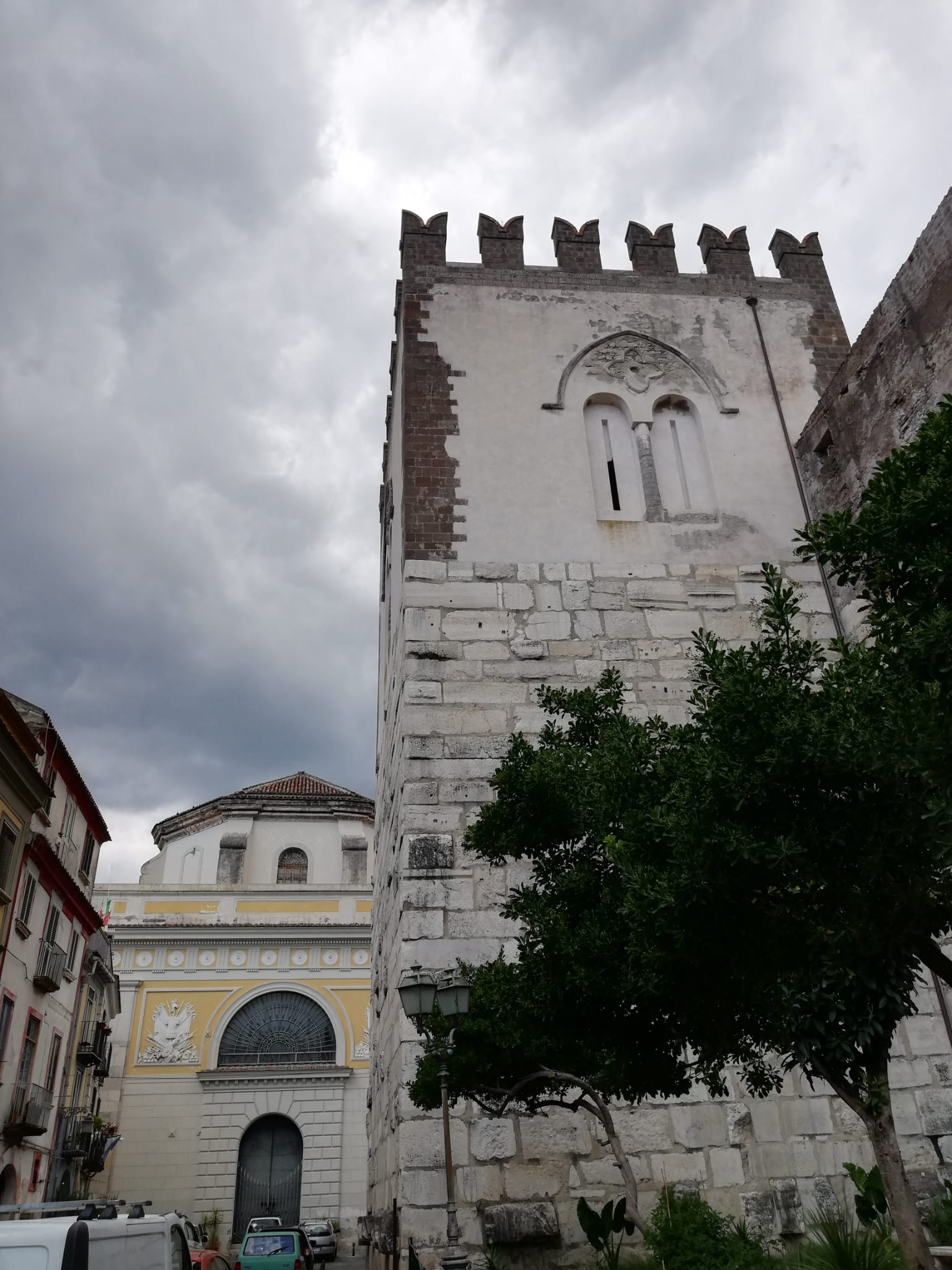
Castello delle Pietre con la Real Sala d'Armi

- Ponte Romano e Torri di Federico II: i resti del ponte della via Appia sul Volturno costituiscono il principale reperto romano di Capua, a testimonianza dell'antica Casilinum, sopra il quale correva la strada per Roma. Nel 1234 l'Imperatore Federico II ordinò la ricostruzione di quella che fu, fin dall'antichità, la principale porta d'ingresso della cittadina, Porta Roma. Lo stupor mundi si volle ispirare alla monumentalità tipica degli archi di trionfo imperiali di epoca romana, anche come segno di sfida verso il vicino Stato Pontificio. Terminato verso il 1240, il complesso monumentale della Porta di Capua fu fonte d'ispirazione degli ideatori dell'arco trionfale aragonese, voluto al Castel Nuovo di Napoli da Alfonso V d'Aragona. Il complesso subì però tre demolizioni: la prima parziale nel 1557, per adeguarlo ai principi della fortificazione alla moderna; la seconda tra gli anni '20 e '30 del XX secolo, atti a demolire il forte costruito sul bastione Cavaliere delle mura che aveva inglobato le basi delle torri e a riaprire il passaggio tra di esse mentre l'ultima avvenne con i bombardamenti del 1943 che distrussero il ponte romano. Oggigiorno si possono ammirare soltanto le testate del ponte originale e le basi delle due torri libere da ogni superfetazione, mentre al Museo Campano sono conservate alcune delle statue ornamentali che hanno arricchito il monumento nel corso dei secoli.
- Castello delle Pietre o dei Principi normanni: fondato dai Normanni nel 1062 dopo la conquista della città, aveva lo scopo di tenere in soggezione la popolazione longobarda della città e di rafforzare invece il proprio potere, essendo arrivati da poco al potere in città. Fu sede degli organi amministrativi del Principato Normanno oltre che dei principi locali; la locuzione "delle Pietre" è dovuto al fatto che per la sua costruzione venne usato del materiale proveniente dall'anfiteatro di Capua. In epoca aragonese vennero aperte alcune finestre, mentre la merlatura della torre è del XIX secolo.
- Palazzo dei Giudici o Palazzo del Governatore (attuale Palazzo del Municipio): costruito nel 1585 su disegno dell'architetto capuano Ambrogio Attendolo, presenza evidenti influenze sangallesche[8]. Fu sede del tribunale e delle carceri della città prima del trasferimento del tribunale a Santa Maria Capua Vetere nel XIX secolo. Ha inoltre sostituito il castello di Carlo V in epoca moderna quale sede dell'autorità locale, da cui il nome di Palazzo del Governatore. Sulla facciata del palazzo sono stati inseriti alcuni busti di spoglio provenienti dall'anfiteatro Campano, mentre il portale d'ingresso è sormontato dalla sigla S.P.Q.C..
- Castello di Carlo V: voluto dall'Imperatore Carlo V come parte integrante del rafforzamento difensivo della città, fu costruito tra il 1542 ed il 1552 al posto di un'antica fortezza longobarda, su progetto di Gian Giacomo dell'Acaya, chiaramente ispirato ai lavori di Giuliano da Sangallo. È un tipico esempio di fortificazione cinquecentesca a pianta quadrata con bastioni acutangoli. Dai primi anni del XIX secolo è sede dello Stabilimento Militare Pirotecnico del Ministero della Difesa.
- Teatro Ricciardi: già esistente intorno alla metà del XVIII secolo con il nome di Teatro Pubblico, l'edificio attuale è risalente al 1781, quando l'ingegnere Francesco Gasperi lo ristrutturò in maniera decisa. L'aspetto neoclassico della facciata è invece del 1929.
- Porta Napoli: dedicata a Filippo II, fu costruita in sito diverso da quello attuale tra il 1577 ed il 1582 su progetto dell'Attendolo, il quale si ispirò alla Porta Capuana a Napoli. Fu traslata di pochi metri nel 1831 in occasione dello spostamento della strada di uscita dalla città verso Napoli ma è rimasta sostanzialmente intatta[9].

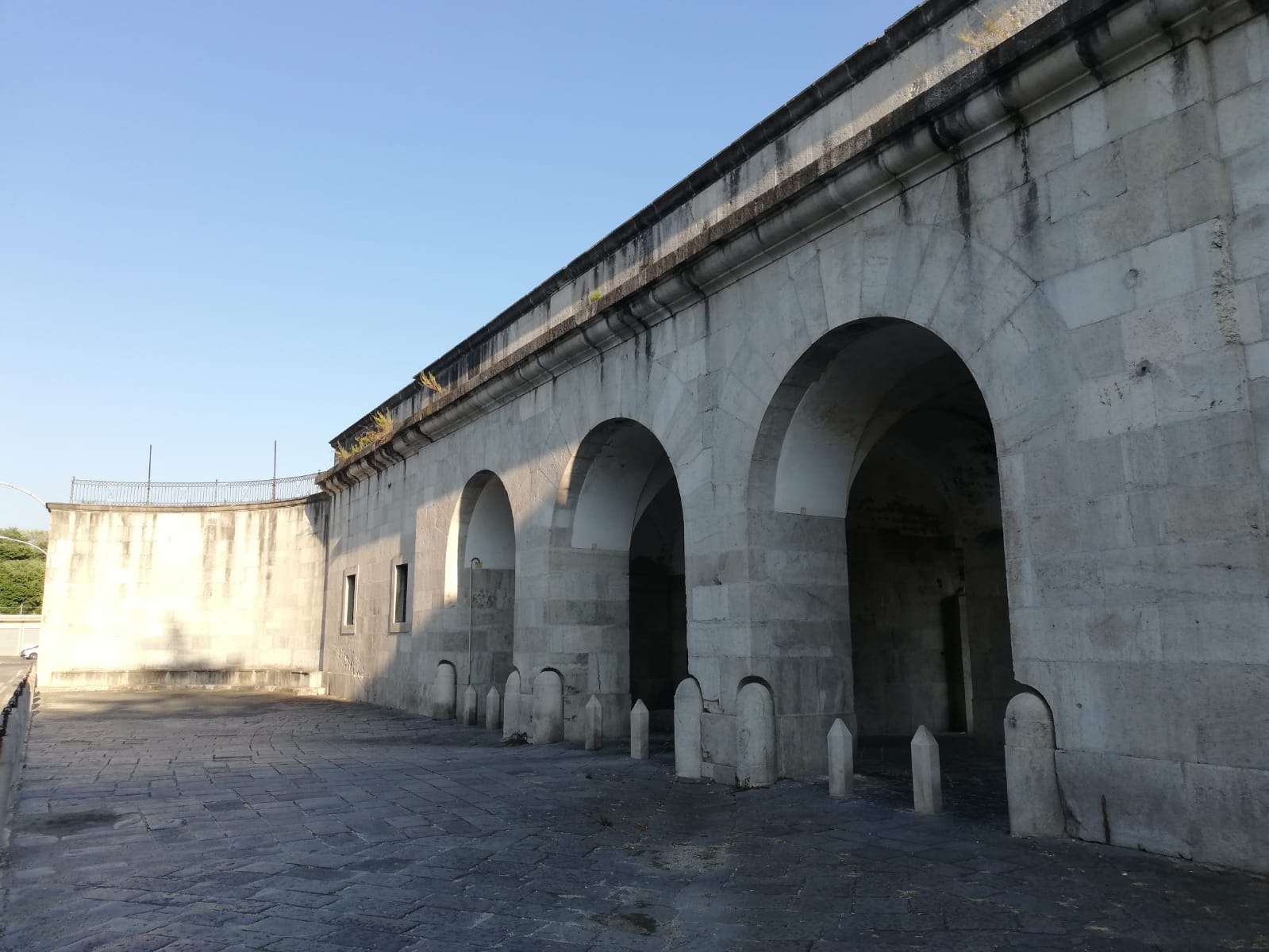
Prospetto anteriore di Porta Napoli

- Prospetto anteriore di Porta NapoliReal Sala d'Armi: arsenale militare a pianta ottagonale posto di fronte al Castello delle Pietre; fu istituito trasformando l'ex Chiesa di San Giovanni delle Dame Monache nella prima metà del XIX secolo. Il complesso originario risale al X secolo, mentre il rifacimento settecentesco di Domenico Antonio Vaccaro non è più visibile a causa dei rimaneggiamenti occorsi per la sua trasformazione in edificio militare. Nell'ex convento fu istituita la scuola del Genio civile.
- Bastioni e mura difensive: le antiche mura vennero nei secoli più volte ricostruite, rafforzate e livellate da ingegneri come Gian Giacomo dell'Acaya e Ferdinando Manlio. Il sistema difensivo corrente è formato da bastioni e cortine inclinate mentre diverse sono state le porte demolite nel corso dei secoli per favorire il passaggio delle strade. È un pregevole esempio italiano di fortificazione alla moderna del XVI secolo. Le porte che si aprivano dalle mura erano Porta Fluviale, Porta Sant'Angelo, Porta Napoli e Porta Roma.Mura e fossati di Capua

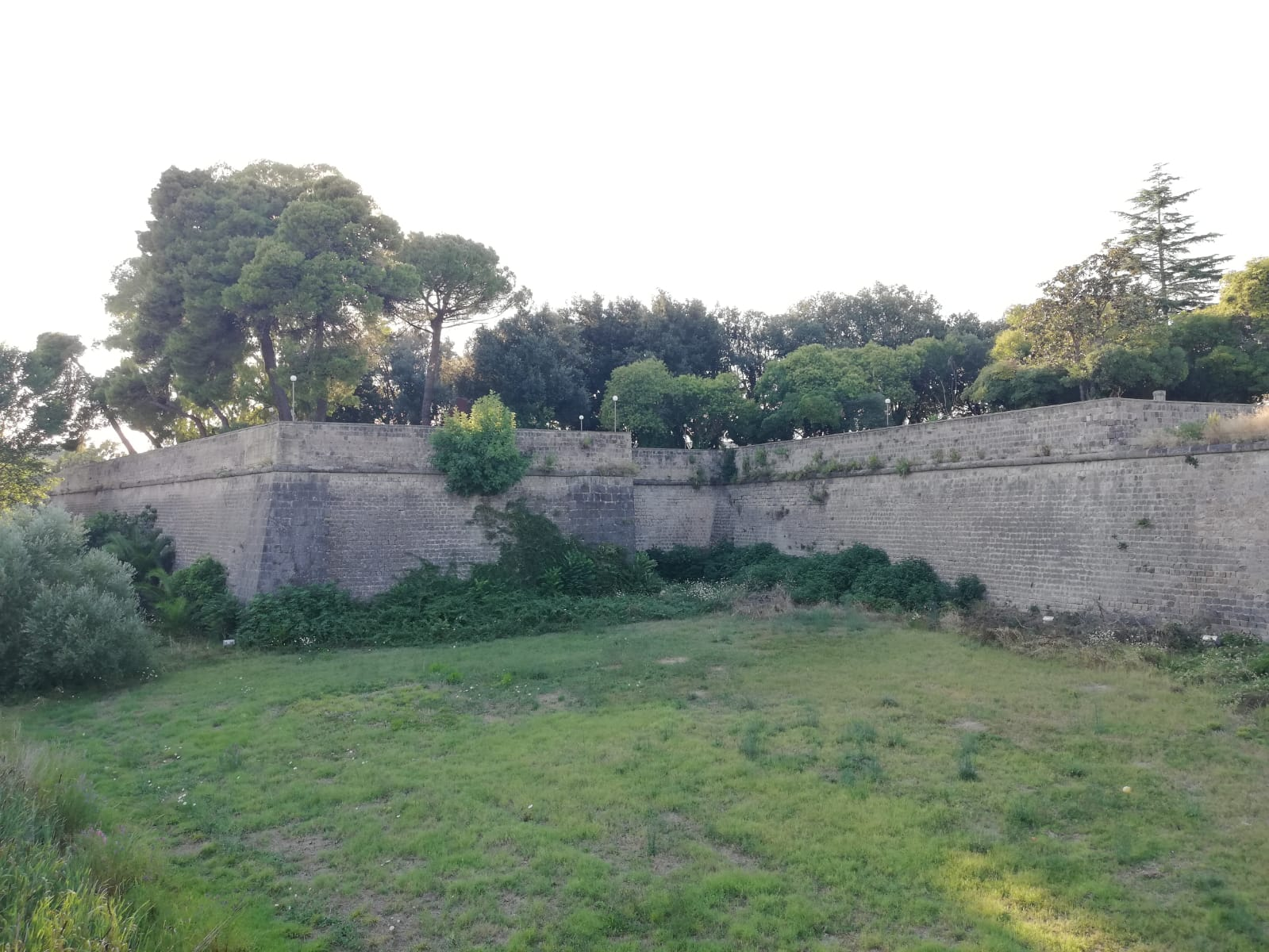
Mura e fossati di Capua

### Architetture religiose
Le chiese e altre istituzioni religiose hanno prevalentemente avuto origine negli anni compresi tra il IX secolo e il XV secolo; grandissima parte del patrimonio sacro cittadino è stato però ristrutturato o ricostruito in seguito della Controriforma e dei nuove direttive stilistiche dettate dal Barocco napoletano, in particolare tra inizi del XVII secolo e la fine del Settecento. Una ripresa dell'attività architettonica si ebbe alla metà del XIX secolo sotto l'arcivescovo Giuseppe Cosenza con la fondazione della Chiesa di Santa Margherita nel 1853, l'ultima ristrutturazione del Duomo prima del secondo conflitto mondiale e lavori minori a diverse chiese, talune ad oggi non a noi pervenute. Le ristrutturazioni settecentesche in particolare hanno alterato in maniera sostanziale l'originaria conformazione architettonica di chiese di epoca longobarda, normanna e angioino-aragonese che in molti casi hanno lasciato visibili gli impianti e taluni elementi architettonici originali, mentre in altri sono serviti, in secoli più recenti, dei lavori di ripristino architettonico per riportarli alla luce. Gran parte delle pregiate opere d'arte e degli arredi originali sono conservate nei musei cittadini.
Il patrimonio capuano pertanto risulta fortemente stratificato, essendo la città stata la città chiusa dalle sue mura difensive per quasi un millennio. Proprio a causa dell'impossibilità di espansione, la pressione demografica e la necessità di nuove strutture pubbliche e private hanno comportato un notevole mutamento d'uso di numerosi edifici cittadini pre-esistenti. I molti monasteri presenti in città sono stati quasi tutti riconvertiti: ad oggi solo due di questi svolgono l'originaria funzione, mentre gli altri sono stati riconvertiti in caserme o palazzi nobiliari già a partire dal XVI secolo o più recentemente in istituzioni civili quali scuole, università, uffici civici.
A causa dei bombardamenti del 1943 sono andate perse diverse chiese e diversi monasteri, tra cui la Chiesa del Carmine, la Chiesa di Santa Maria del Suffragio detta del Purgatorio, la Chiesa di San Pietro ad Pontem e il monastero annesso alla Chiesa di San Domenico. Nel XX secolo e nel XXI secolo sono sorte nei quartieri periferici diverse chiese e cappelle in stile moderno.

#### Cattedrale di Santa Maria Assunta

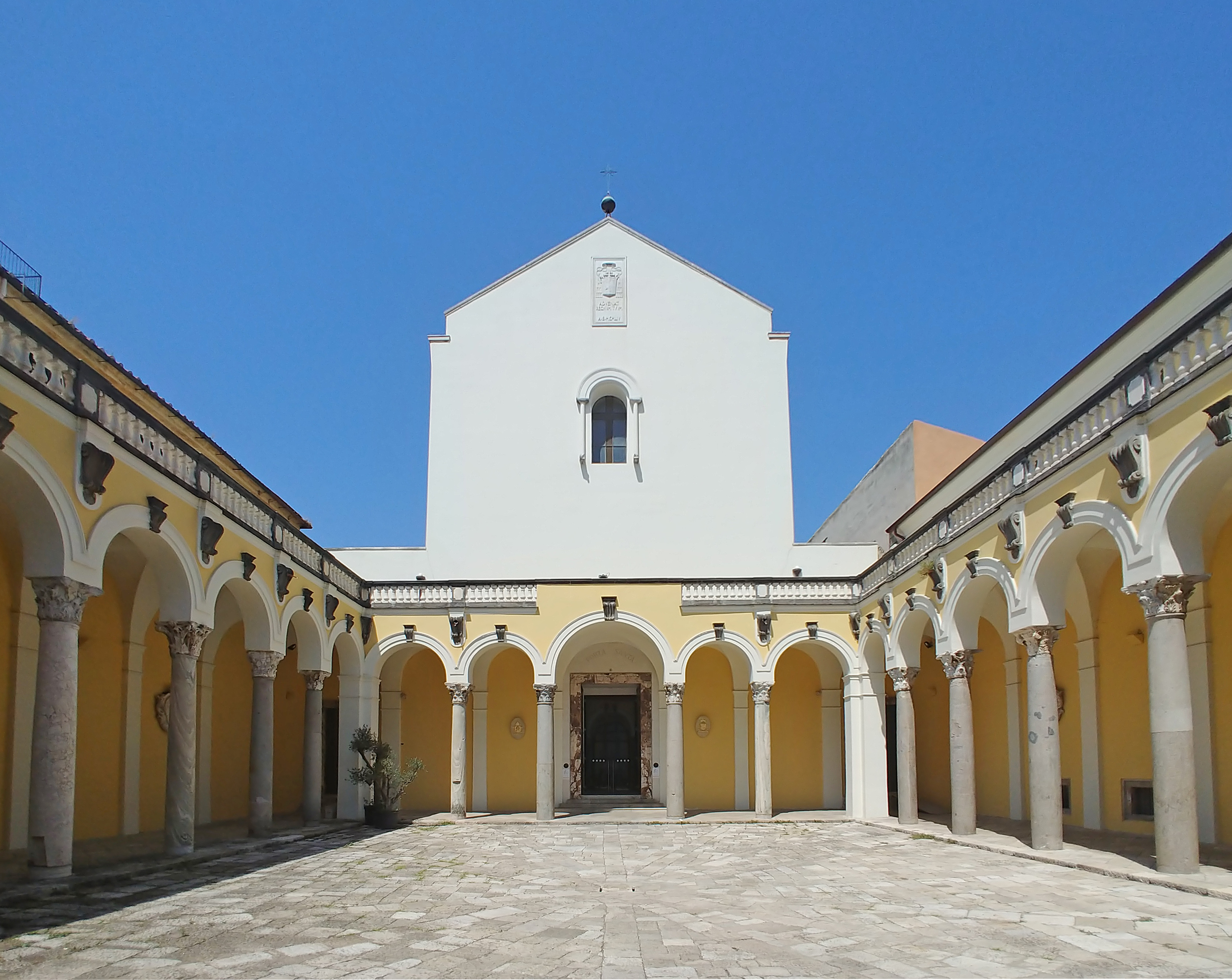
La cattedrale di Santa Maria Assunta vista dal quadriportico

La cattedrale di Santa Maria Assunta, già dei Santi Stefano e Agata, venne fondata nell'856, ma ricostruita prima nel X secolo e poi, ad opera dell'arcivescovo Erveo (1072 - 1086), verso la fine dell'XI secolo. Quest'ultimo intervento vide la realizzazione dell'ampio porticato, edificato su un'area cimiteriale di epoca longobarda e ampliato nuovamente nel XV secolo, e l'ampliamento del palazzo vescovile. Nel XVIII secolo, invece, l'intero complesso venne ristrutturato nuovamente ed in maniera radicale; ancora tra il 1854 ed il 1857, sotto il vescovato di monsignor Gennaro Cosenza, l'architetto Federico Travaglini rinnovò la Cattedrale, i cui sforzi furono vanificati dai bombardamenti del 1943 che distrussero gran parte del complesso. Ricostruito negli anni '50 in maniera semplificata, dal 1992 ospita il Museo diocesano di Capua all'interno della Cappella del Corpo di Cristo ove sono conservate opere pittoriche e scultoree provenienti da varie chiese cittadine. Attualmente è dedicata a Santa Maria Assunta.

Di notevole pregio artistico sono la statua del Cristo Morente di Matteo Bottiglieri, situata nella cripta, e la grande tela raffigurante l'Assunta realizzata da Francesco Solimena.

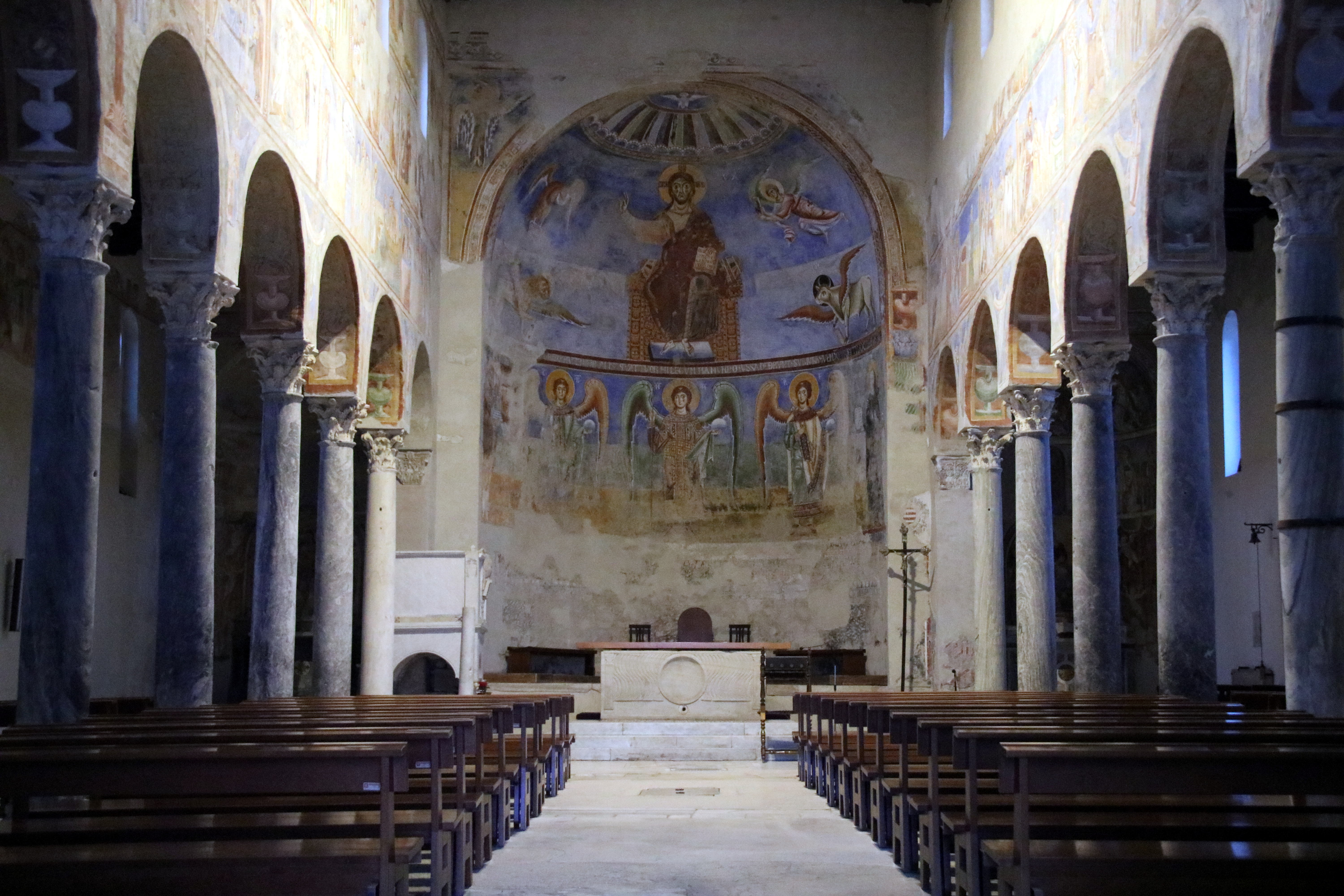
La chiesa di Sant'Angelo in Formis

#### Chiesa di San Salvatore Maggiore a corte
La chiesa di San Salvatore Maggiore a corte è quella di maggiori dimensioni tra le supersiti chiese di epoca longobarda. Esistente almeno dalla fine del IX secolo, conserva sculture e affreschi medioevali.

#### Abbazia di Sant'Angelo in Formis
A Sant'Angelo in Formis vi è l'omonima abbazia, dell'XI secolo e in stile bizantino-campano, ritenuta uno tra più importanti esempi di architettura religiosa del Sud Italia.

#### Chiesa ed ex-convento dell'Annunziata
Edificata alla fine del XIII secolo, il complesso venne ricostruito in maniera più maestosa ed imponente nel 1538, utilizzando materiali provenienti dall'Anfiteatro campano e rispettando i canoni architettonici e stilistici del rinascimento napoletano. La chiesa venne poi arricchita dalla grande cupola di realizzata da Ambrogio Attendolo, forse disegnata da Domenico Fontana. Al suo interno vi sono opere di Filippo Vitale, Fabrizio Santafede, Sebastiano Conca, Antonio Sarnelli, Francesco De Mura, Fedele Fischetti, Domenico Mondo e del marcianisano Paolo De Maio, mentre è documentata la realizzazione di due organi da parte di Giovanni Francesco Mormando, non a noi pervenuti. In epoca barocca, sono state inserite due statue raffiguranti Santa Lucia e San Rocco sulla facciata. La chiesa e il monastero furono dotati fin dalla loro prima fondazione di un passaggio coperto e sopraelevato ad arco per consentire l'attraversamento cittadino della Via Appia (oggi Corso Appio), tuttora esistente.

Una porzione dell'ampio ex convento ha ospitato il presidio ospedaliero dedicato a Ferdinando Palasciano, chiuso nel 2008. Nella piazza antistante la chiesa vi è la casa natale del compositore Giuseppe Martucci, mentre alle spalle del campanile, nella piazza oggi denominata Piazza Medaglie d'Oro, un tempo sorgeva la Chiesa del Purgatorio, demolita negli anni '60 a causa dei danni successivi al secondo conflitto mondiale.

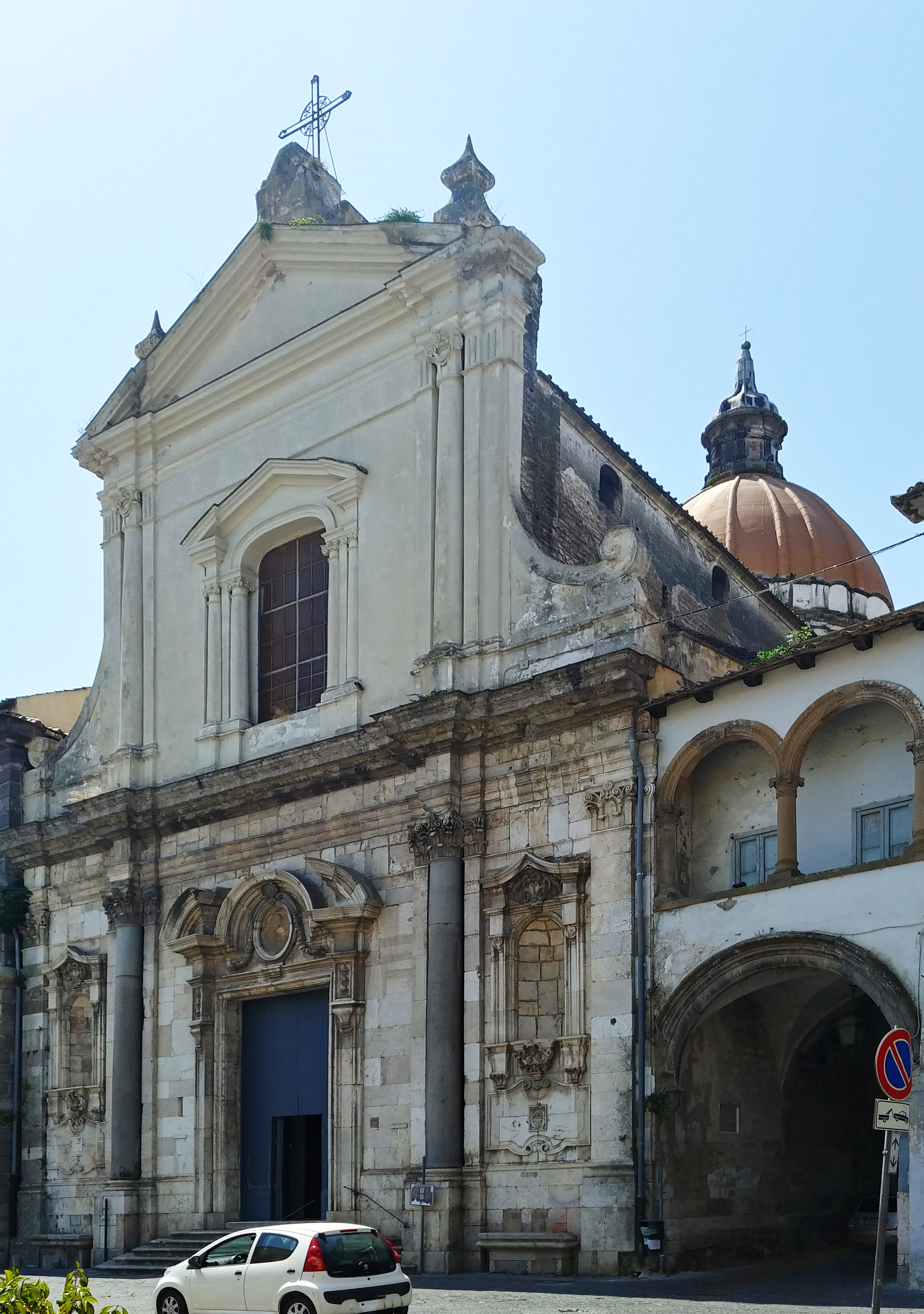
La chiesa di Sant'Eligio e l'arco Mazzocchi

#### Chiesa di Santa Caterina
La chiesa di Santa Caterina e il suo convento furono costruiti nel 1383 in stile gotico, di cui conserva abside e crociera, ristrutturata nel 1510, con l'aggiunta delle navate laterali e di una statua interna della Santa, la facciata ed il campanile risalgono invece al XVIII secolo. Nel cinquecento le famiglie nobili capuane finanziarono la costruzione del chiostro, e in loro memoria vennero dedicate le cappelle laterali della chiesa e scolpiti i loro stemmi alla base delle colonne.

#### Chiesa di Sant'Eligio e San Gaetano ed ex convento Teatino
La Chiesa di Sant'Eligio fu edificata in Piazza dei Giudici tra il 1284 e il 1296 in stile gotico su un preesistente edificio di culto dedicato a Sant'Erasmo di Formia, mentre il retrostante campanile in piperno risale al Cinquecento. Rifatta completamente in travertino nel settecento dall'architetto romano Giovanni Battista Landini in stile barocco, ospita una tela raffigurante la Madonna di Francesco Solimena mentre era qui presente una statua lignea di Pietro Alemanno, oggi conservata presso il Duomo. Il convento annesso dei Padri Teatini è stato uno degli antichi ospedali di Capua, mentre oggi invece ospita il locale comando dei Carabinieri.

#### Chiesa di Montevergine ed ex Monastero
La Chiesa di Montevergine con annesso monastero fu fondata al finire del duecento da Bartolomeo di Capua ed affidati ai monaci benedettini di Montevergine. Dal 1795 il monastero è adibito a seminario e conserva tuttora un pozzo nel chiostro risalente al 1769 con lo stemma verginiano scolpito. Sotto il portico dell'ex monastero nel 1611 venne sepolto l'uomo d'armi capuano Giulio Cesare Falco.

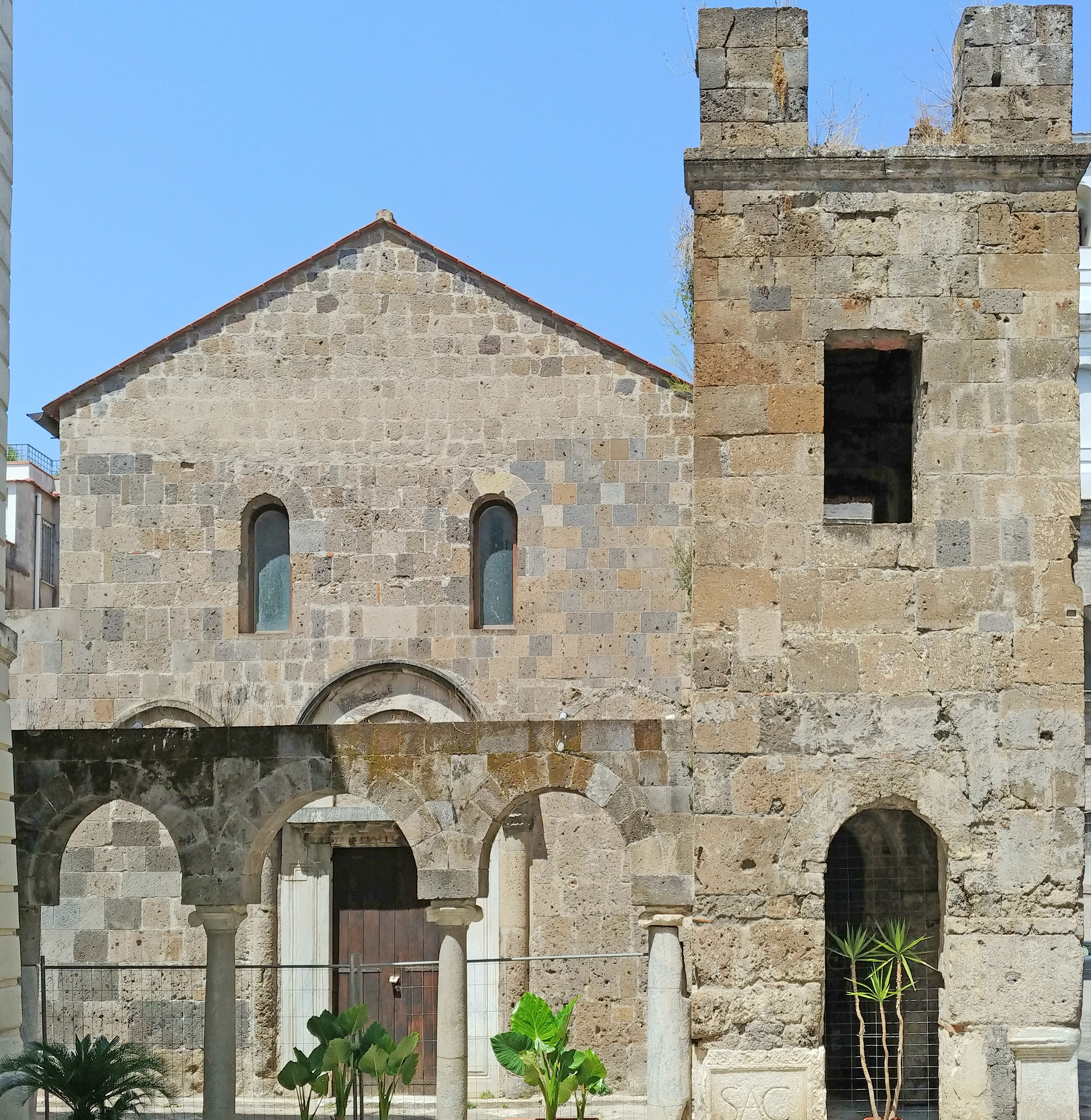
Chiesa di Sant'Angelo in Audoaldis

#### Chiesa di Santa Maria delle Grazie odella Santella
Venne costruita nel 1761, in ricordo del probabile miracolo della Madonna che avrebbe fermato la strage di abitanti del 1501 ordinata da Cesare Borgia. In precedenza sul luogo sorgeva una cappella dedicata alla Vergine, di cui si occupava una donna devota, tale Camilla Santella, dalla quale prese il nome.

### Chiese minori

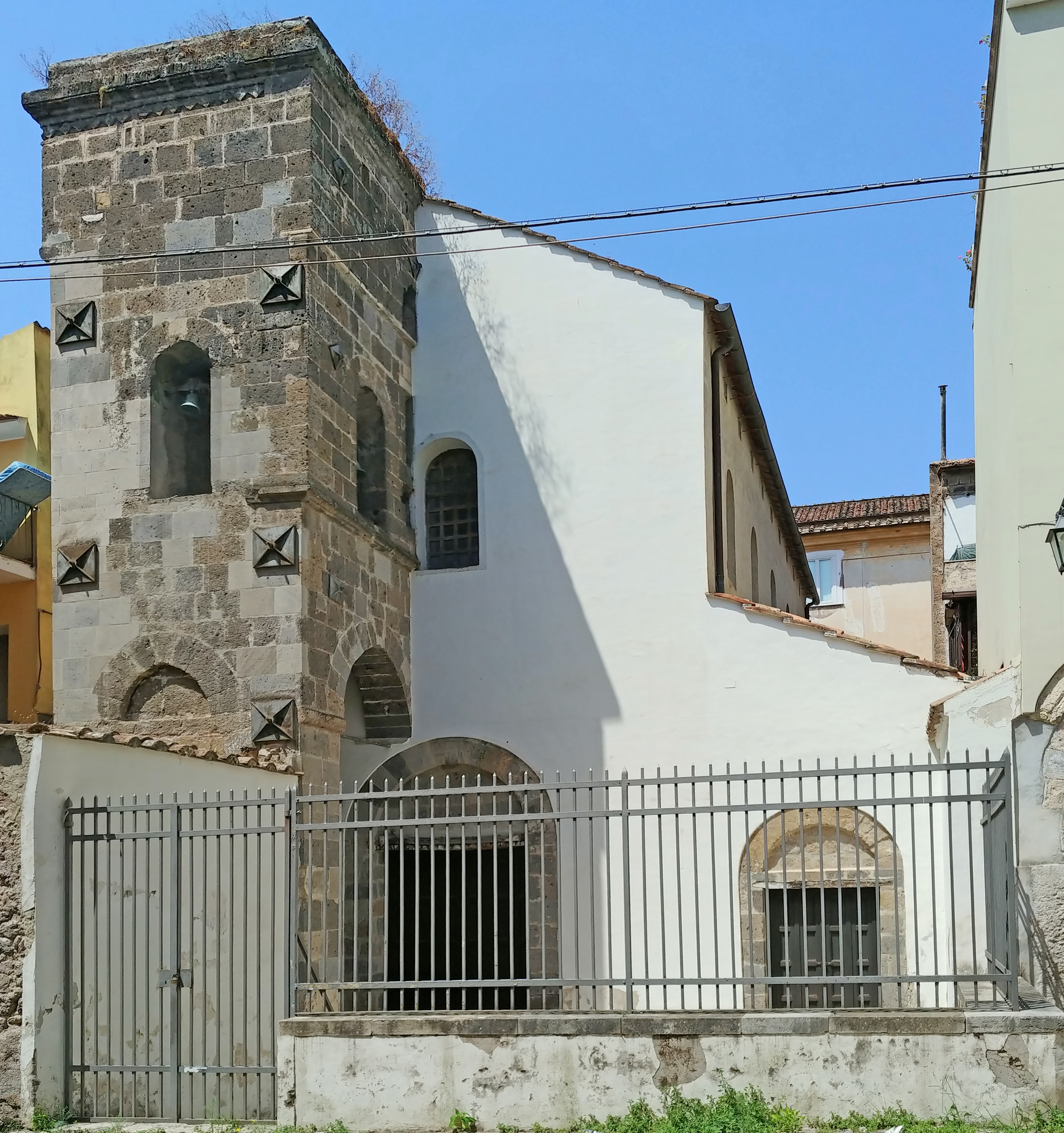
Chiesa dei Santi Rufo e Carponio

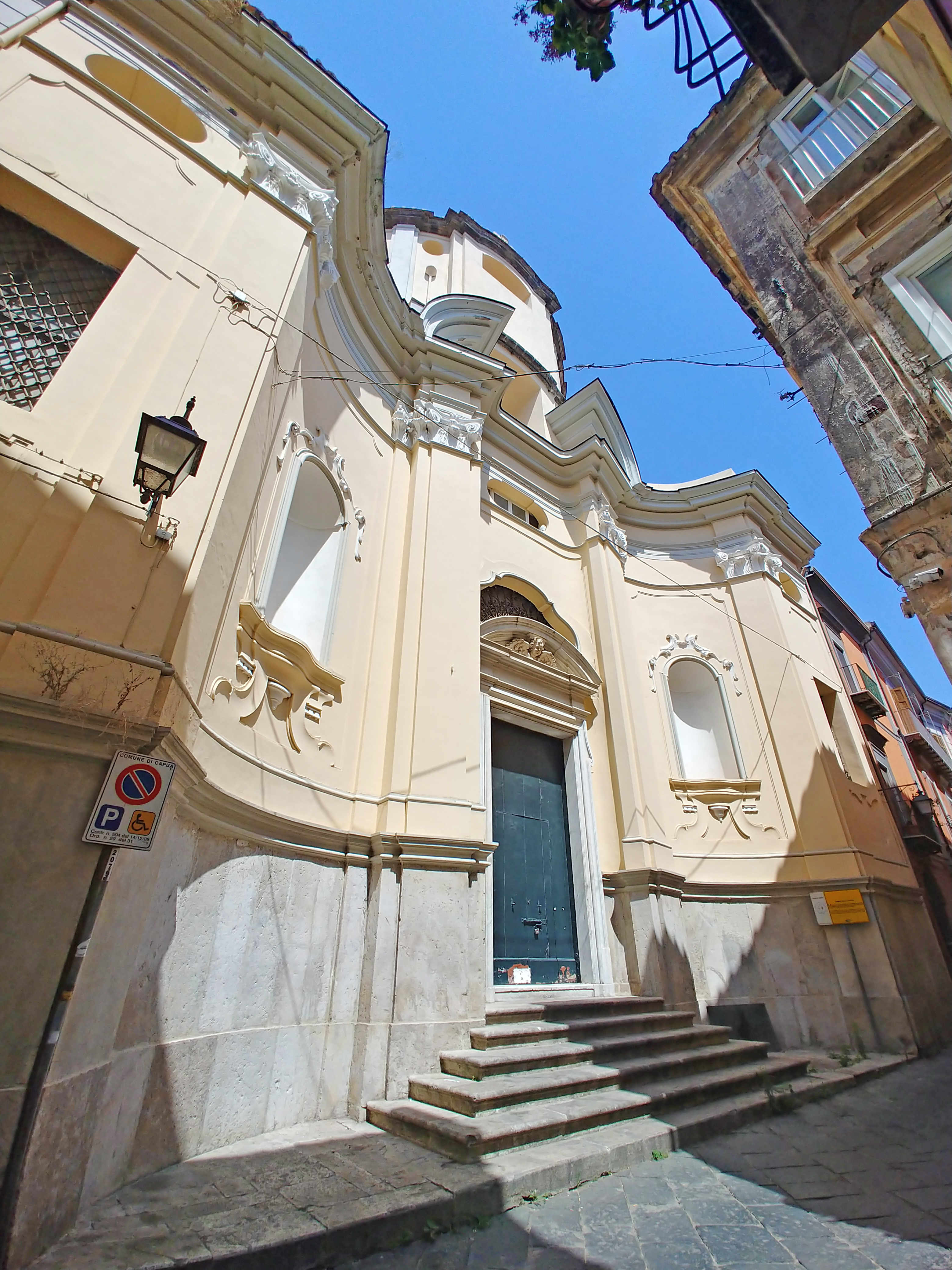
Chiesa di Santa Maria della Carità

- Le tre chiese longobarde: sorgono in un'area dove era localizzato il Palazzo dei Principi Longobardi e sono: San Salvatore maggiore a Corte (prima del 889-890), ristrutturata in epoca normanna e sveva; San Giovanni a Corte (X secolo), rifatta nel Settecento; San Michele a Corte (IX - X secolo), dedicata all'Arcangelo patrono dei longobardi.
- Chiesa di Sant'Angelo in Audoaldis: di origine altomedioevale e di fondazione longobarda, vi sorgeva nei pressi il palazzo degli Audoalt, nobile famiglia longobarda dell'epoca. Fu incorporata in un edificio civile nel XIX secolo, mentre fu ripristinata nel 1948. Alcuni fregi originali di epoca longobarda della chiesa sono conservati al Museo Campano.
- Resti della Chiesa di San Leucio: sono visibili alcune colonne della navate centrale e l'area absidale.
- Chiesa di Santa Placida ed ex-convento di San Gabriello: chiesa di stile tardo barocco con campanile di scuola vanvitelliana. Il convento è stato ripetutamente visitato da Maria Amalia di Sassonia, consorte di re Carlo di Borbone, fino al punto da diventare protettrice e confidente dell'ordine qui insediato.[11] Attualmente ospita una sede distaccata del Museo diocesano di Capua.
- Chiesa di San Leonardo ed ex-convento di San Vincenzo: esistente già nel X secolo, fu rifatta nell'ottocento; il convento è stato trasformato in caserma.
- Chiesa di San Raffaele: di origine settecentesca, affianca il più antico ex-convento, risalente al XVII secolo.
- Chiesa di San Benedetto con ex monastero: fondata dai Benedettini nel 1108, fu ristrutturata dai Gesuiti nel 1611.
- Chiesa e convento di Santa Maria delle Dame Monache: l'attuale struttura barocca di Giovan Battista Nauclerio è del 1726, ma fu fondata del 952; parte del monastero divenne la Caserma Fieramosca nel 1812.
- Chiesa della Maddalena ed ex-convento Agostiniano: costruita verso il 1300 da Bartolomeo di Capua con annesso il convento ed ex ospedale, entrambi restaurati tra il 1747 ed il 1749 da Bartolomeo Vecchione e Giovanni Battista Landini. Vi si trovano le cappelle gentilizie di jus patronato -restaurate tra il 1753 e il 1756- delle nobili famiglie capuane Lanza, dedicata a San Giuseppe; Gianfrotta, dedicata a Tommaso di Villanova (ma per il Francesco Granata[non chiaro] la pala si riferiva a Nicola da Tolentino; d'Errico, dedicata a San Nicola di Bari; Boccardo, dedicata alla SS. Vergine Addolorata.
- Chiesa ed ex Monastero della Concezione: di più antica origine, l'attuale confomazione della chiesa è settecentesca. Il suo monastero divenne nel 1940 parte del Museo Campano.
- Chiesa del Gesù Gonfalone: chiesa duecentesca in stile gotico, il convento ad essa attiguo oggi ospita la sezione musicale del Liceo Luigi Garofano.
- Chiesa di San Domenico: di fine duecento. Sebbene ristrutturata completamente in epoca barocca, sono ancora visibili numerosi elementi originari.
- Chiesa dei Santi Rufo e Carponio: risalente alla prima metà XI secolo, in epoca normanna i Benedettini costruirono il campanile e le due absidi. L'altare è stato costruito riadattando un sarcofago di epoca romana.
- Chiesa di San Marcello Maggiore: di origini anteriori al X secolo, ma rifatta nel XIX secolo. L'altare è stato costruito riadattando un sarcofago di epoca romana.
- Chiesa della Carità: esempio meglio riuscito di barocco capuano, risale al 1697. Essa è ancora oggi di proprietà della Reale Illustre Arciconfraternita dei Bianchi della S.S. Carità, aristocratico sodalizio che anticamente aveva tra i suoi scopi quello di assicurare la cura spirituale dei condannati alla pena capitale nonché la dote per il maritaggio di fanciulle orfane.
- Chiesa di San Salvatore Piccolo: risalente all'XI secolo, è stata rifatta nel XVIII secolo, presentava degli affreschi medievali ora presso il Museo Campano.
- Chiesa di Santa Margherita: è una delle chiese più recenti del centro storico, essendo stata edificata nel 1853 con un sobrio stile neoclassico.
- ex Chiesa di San Martino alla Giudea: sorta in gotico di tardo trecento, sorge in una delle tre aree che fino al 1540 ospitarono l'importante comunità ebraica capuana.
- Chiesa di San Lazzaro Extra Moenia: posta sull'antica strada per Santa Maria Maggiore e vicina all'area della storica fiera di Capua, ha ospitato nel suo complesso uno dei più antichi lebbrosari d'Italia, distrutto poi dai francesi agli inizi del XIX secolo. Prima della fondazione del cimitero di Capua intorno al 1840 è stato uno dei luoghi di sepoltura della città in seguito all'Editto di Saint Cloud.

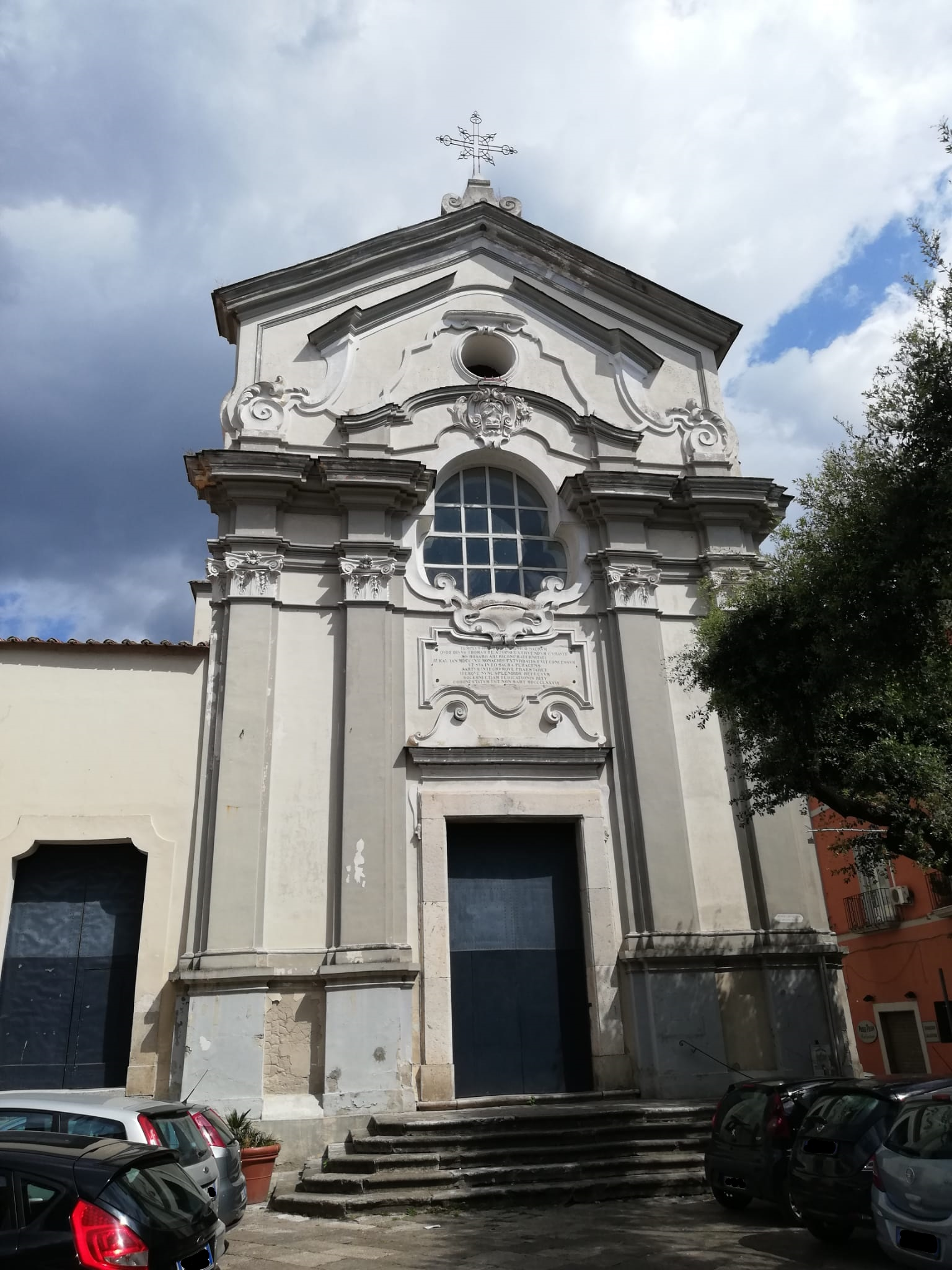
Chiesa di San Domenico

- Chiesa di San DomenicoChiesa di San Giuseppe Extra Moenia: sorta nel XVIII secolo sul sito della più antica chiesa di San Terenziano, luogo di culto dell'antico omonimo borgo poi distrutto, presenta aspetti sia aspetti barocchi che neoclassici. È stata un luogo di sepoltura insieme alla chiesa di San Lazzaro.

### Architetture civili

#### Palazzi
- Palazzo Antignano: rifacimento quattrocentesco di un palazzo già esistente, appartenuto nei secoli prima alla famiglia Antignano e poi ai Di Capua duchi di San Cipriano; dal 1874 vi ha sede il Museo Campano. Tra il 1807 e il 1818 ha ospitato gli organi amministrativi della Provincia di Terra di Lavoro.
- Palazzo Fieramosca: l'impianto originario è medievale, romanico, ampliato in stile gotico e rinascimentale (seconda metà del XV secolo) dalla famiglia Fieramosca da cui prende il nome. Nel 1476 vi nacque Ettore Fieramosca, l'eroe della disfida di Barletta. Oggi conserva le funzioni di residenza e ospita un presidio sanitario locale della Azienda sanitaria locale di Caserta.
- Edificio della Gran Guardia o Bivach: posto in piazza dei Giudici, ospitava il Corpo di Gran Guardia del Governatore, mentre in epoca fascista è stata la locale Casa del Fascio.
- Palazzo Friozzi-Azzia: della seconda metà del Settecento, è di scuola vanvitelliana.
- Palazzo Lanza: acquisito dalla famiglia Lanza nel 1453, ristrutturato nel XVII e nel XIX secolo; nel Settecento vi soggiornò Sant'Alfonso Maria de' Liguori.
- Palazzo Rinaldi-Campanino: del secondo quattrocento, è di stile misto tardo-gotico catalano e pre-rinascimentale. Fra gli archi del portico cortilizio interno vi è un interessante reperto scultoreo romano, una testa di giovane.
- Palazzo Rinaldi-Milano: della metà del XV secolo, presenta una facciata manieristica napoletana.
- Palazzo cosiddetto delle "Centopersone": probabilmente era una caserma d'appoggio delle truppe all'epoca di Fieramosca. Dopo un lungo periodo in cui versava in uno stato di rovina nel 2010 sono cominciati lavori di restauro.

### Monumenti contemporanei
- Dimore di tutto ciò che è divinissimo e santissimo_da un dialogo del Timeo di Platone: la grande scultura in acciaio corten tagliata al plasma di Mafonso è collocata nella Villa Comunale Baden Powel, situata sul bastione Aragona della cinta muraria della città.[12][13]
- FIERAMOSCA info-point monument[14] di Arturo Casanova: monumentale elmo in bronzo, il cui valore artistico si fonde con la funzione di info-point fruibile al suo interno. Raggiunge le misure di quasi 9 m di h x 6 m di Ø e con un peso di 15 t e ha l’eccezionalità di inclinarsi di 16° dell’asse di baricentro, sul piano di appoggio. Consacrata nel 2011 alla 54ª Esposizione Internazionale d’Arte la Biennale di Venezia[15], l’opera ha visto la sua definitiva collocazione in Piazza Umberto I nel 2016).

## Società

### Evoluzione demografica
Abitanti censiti

### Etnie e minoranze straniere
Al 31 dicembre 2023 popolazione straniera era di 1 528 persone, pari all'8,88% dei residenti.

### Tradizioni e folclore
Il carnevale di Capua è uno tra i più antichi di Italia, le cui prime edizioni organizzate in forma pubblica però risalgono alla seconda metà del 1800. Le edizioni moderne, finanziate da enti quali la Regione Campania in virtù del valore storico e culturale della manifestazione, sono caratterizzate dalla sfilata di carri e gruppi allegorici per tutta la città.
Nel quartiere San Giuseppe è presente l'antica tradizione della festa della Madonna Addolorata.

## Cultura

### Museo Campano
Il Museo provinciale campano di Capua, ospitato nel monumentale Palazzo Antignano (poi ampliatosi fino a comprendere l'attiguo monastero annesso alla Chiesa della Concezione), fu fondato nel 1870 e inaugurato al pubblico nel 1874 da Gabriele Iannelli. Hanno collaborato con esso Theodor Mommsen e Amedeo Maiuri. Da allora è un punto di riferimento culturale per tutto il territorio e la Campania.

### Museo diocesano
Il Museo diocesano di Capua, inaugurato nel 1992 dall'arcivescovo Luigi Diligenza, contiene reperti archeologici o opere provenienti da varie chiese cittadine, tra cui una Madonna con Gesù Bambino tra santo Stefano e santa Lucia di Antoniazzo Romano e Santo Stefano e Sant'Agata di Bernardino Cesari, fratello del più noto Cavalier d'Arpino.

Esso si articola in tre spazi espositivi: nella Cappella del Corpo di Cristo e nella cripta di Santo Stefano presso il Duomo e nel convento annesso alla Chiesa di San Gabriele.

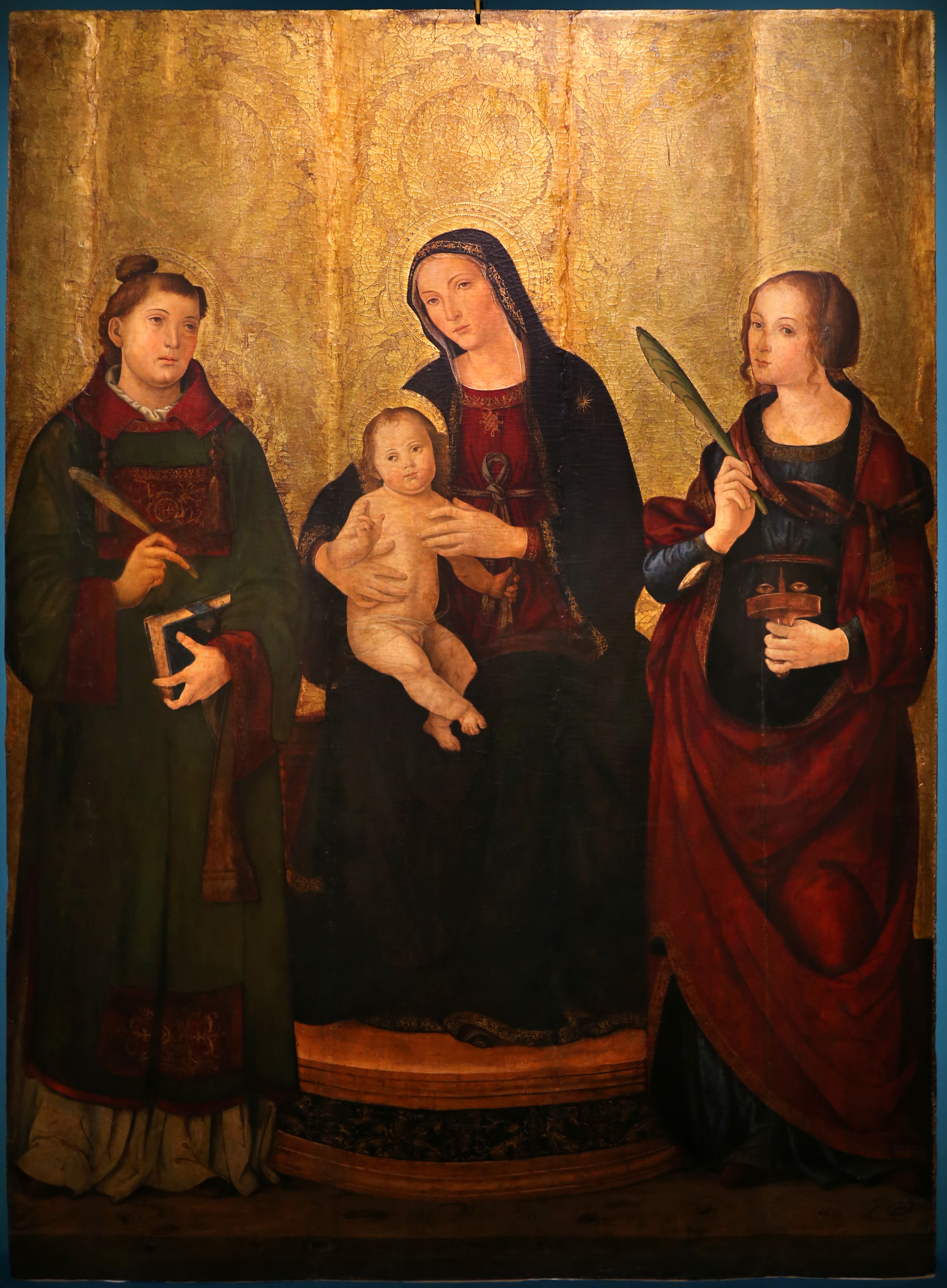
Madonna col Bambino tra i santi Stefano e Lucia di Antoniazzo Romano

### Università
In città è presente il dipartimento di economia dell'università degli Studi della Campania Luigi Vanvitelli situato nella ex Caserma Fieramosca ed ex convento della chiesa di S. Maria delle Dame Monache.

### Biblioteche
La biblioteca arcivescovile di Capua ha sede presso la sede diocesana. La biblioteca comunale ha invece sede presso il Palazzo della Gran Guardia in Piazza dei Giudici ed è attualmente gestita dalla locale Pro loco.

## Geografia antropica
Le principali frazioni e rioni del comune di Capua sono il centro storico fortificato e le sue frazioni sviluppatesi nei pressi di tre luoghi di culto extra moenia:
- Centro: il centro medievale di Capua è delimitato dall'ansa del fiume Volturno per ed è esteso circa 55 ettari; è circondato sul lato aperto da mura cinquecentesche con fossati, notevoli esempi di fortificazione alla moderna in Italia.
- Sant'Angelo in Formis: vicus di epoca romana, vi sorgeva il tempio di Diana Tifatina sul quale fu poi edificata l'Abbazia di Sant'Angelo in Formis in epoca medievale. Oggi è l'unica frazione di Capua ed è votata al commercio e al settore terziario.
- San Giuseppe: antico borgo contadino avente come centro la chiesa di San Giuseppe Extra Moenia, oggi è sede della caserma Oreste Salomone e del polo aeronautico di Capua, formato dall'ex aeroporto militare e diverse aziende del comparto aerospaziale, fra cui il Centro italiano ricerche aerospaziali, oltre che di altre aziende al confine con la vicina Vitulazio. A causa dell'espansione edilizia, esso si è conurbato con il rione Porta Roma sorto immediatamente a nord del ponte romano e dell'omonima porta di accesso alla città, quest'ultimo caratterizzato da moderne unità ad alta intensità abitativa e attività commerciali, favorite dal passaggio della Strada statale 7 Via Appia.

Sono presenti altri rioni minori:
- Porta Napoli: rione sorto a sud della cinta muraria e dell'omonima porta di accesso alla città, si è sviluppato lungo due importanti assi viari che conducono ad Aversa e a Santa Maria Capua Vetere ed è caratterizzato sia da un'edilizia primo novecentesca sia da edilizia popolare del secondo dopoguerra. Vi sorgono due importanti scuole secondarie di secondo grado, il liceo "Luigi Garofano" e l'istituto tecnico "Giulio Cesare Falco", che attraggono studenti da tutta la provincia.
- Rione Stazione: rione sorto nei pressi della stazione di Capua sulla ferrovia Roma-Cassino-Napoli.
- Macello: rione di recente sviluppo caratterizzato dall'edificazione di moderne unità abitative e complessi residenziali, esso era, dal 1913 fino alla seconda guerra mondiale, attraversato dalla ferrovia Alifana, un cui ramo, biforcandosi all'altezza di Sant'Angelo in Formis, terminava proprio a Capua.[18] Vi hanno sede il palazzetto dello sport, la futura piscina comunale e una moderna chiesa dedicata a San Roberto Bellarmino, arcivescovo di Capua dal 1602 al 1605 e compatrono dell'Arcidiocesi di Capua.
- Rione Carlo Santagata: moderno quartiere di case popolari, è collegato al rione Porta Napoli mediante un cavalcaferrovia. Interessato da recenti politiche sociali e di rigenerazione urbana promosse dal Comune, gran parte del rione è occupata da uno stabilimento farmaceutico. È relativamente poco distante da San Tammaro e dalla Reale tenuta di Carditello.
- Rione Boscariello: sorge alle spalle della stazione ferroviaria. Solo nel 2006 è stata completata la costruzione di un cavalcaferrovia pedonale che ha facilitato il suo collegamento con la città e ha tolto dall'isolamento l'intero rione.

## Economia
Gli stabilimenti industriali più rilevanti sul territorio capuano sono quelli del Centro Italiano Ricerche Aerospaziali (CIRA), OMA SUD e Tecnam, quello dell'industria farmaceutica Pierrel, mentre fino al 1983 era attivo uno zuccherificio di proprietà della Cirio. Nel settore pubblico, l'occupazione è sorretta soprattutto dagli stabilimenti militari da sempre presenti in città, in particolare dal Pirotecnico con sede nel castello di Carlo V e annesso parco.

## Infrastrutture e trasporti
Capua è attraversata dalla Strada statale 7 Via Appia, nonché dall'omonima stazione sulla ferrovia Roma-Cassino-Napoli e dalla stazione di Sant'Angelo in Formis, nell'omonima frazione, sulla ferrovia Alifana (la quale dal 1913 fino alla seconda guerra mondiale serviva Capua anche con l'omonima stazione); è stata inoltre il terminale dell'antica Via Casilina, oggi ricalcata in massima parte dall'odierna Strada statale 6 Via Casilina, che termina nel comune di Pastorano, nei pressi del casello autostradale dell'Autostrada A1, aperto nel 1959 e distante 8 km dalla città. Nel 2008 è stato invece inaugurato il casello autostradale di Santa Maria Capua Vetere, posto a pochi metri dalla frazione santangiolese e a beneficio quindi della zona ovest della cittadina capuana. Nel comune si trova l'Aeroporto di Capua, intitolato a Oreste Salomone.

## Amministrazione
Il sindaco in carica è dal 26 giugno 2022 Adolfo Villani (Partito Democratico, Movimento 5 Stelle, liste civiche).

## Sport
Nel comune hanno sede le società di calcio Vis Capua Futura e SAIF Tifatina, che hanno disputato campionati dilettantistici regionali, mentre più gloriosa è la tradizione della città nello sport della pallamano, avendo la squadra cittadina militato anche in Serie A2.